# Мартінус Сонк
Мартінус або Мартен Сонк (також Marten; Сонг) (бл. 1590 р., Амстердам? — серпень 1625, Анпінг) — перший голландський губернатор Формози з 1624 по 1625 рік.
Сонк, який у 1612 році жив в Амстердамі, вивчав право в Лейденському університеті з жовтня 1612 року по березень 1616 року. У 1618 році Голландська Ост-Індська компанія направила Сонка як «advocaat-fiscaal» (окружного прокурора) до Батавії, куди він прибув у 1619 році. Згодом він став губернатором островів Банда. У 1623 році його відкликали до Батавії для відповідальності за використання надмірної кількості боєприпасів під час гарматного салюту (він мав заплатити за це зі своєї кишені). 4 травня 1624 року керівний орган у Батавії вирішив надіслати його замість Корнеліса Реєрсена на посаді командира голландського форту та торгової бази на Пен-ху, головному острові Пескадорських островів на захід від Формози. Пескадори були китайською територією, і після невдалої угоди Нань Цзюї, губернатор Фуцзяня, послав армію для нападу на Пен-ху в липні 1624 року.
Сонк прибув до Пескадорів 1 серпня на борту корабля Зеландія. 25 серпня після переговорів через Лі Дана, голову нелегальних торговців на Тайвані, Сонк піддався тиску та вивів свій контингент на Формозу, де він заснував форт Зеландія поблизу міста Аньпін. Голландці монополізували гавань, а Чжен Чжилун, або Ніколас Іцюань, став капером голландців, атакуючи торгівлю між Китаєм і Манілою. Це стало початком колоніальної присутності голландців на Формозі.
Сонк був губернатором голландської Формози лише один рік, оскільки у серпні 1625 року він потонув у гавані Аньпін. За іншим автором, він помер у грудні 1626 р. Його поховали у форті Зеландія. Його наступником став Жерар Фредеріксзон де Віз.